# Список об'єктів, названих на честь Ґотфріда Вільгельма Лейбніца
Наступне було названо на честь Ґотфріда Вільгельма Лейбніца (нім. Gottfried Wilhelm Leibniz; 1646—1716) — німецького математика, фізика,філософа, мовознавця та дипломата.
теореми
- Теорема Лейбніца про збіжність знакозмінних рядів
- Теорема Ляйбніца про медіани трикутника

формули
- Формула Ньютона — Лейбніца
- Сума (Формула Ньютона-Лейбніца)
- Формула Лейбніца для визначників
- Інтеграл Рімана (Формула Лейбніца)

інше
- Алгебра Лейбніца
- Тотожність Лейбніца
- Інтегральне правило Лейбніца
- Похідна (Позначення Лейбніца)
- Машина Лейбніца
- Потсдамський астрофізичний інститут Лейбніца
- Наукове товариство імені Лейбніца
- Премія Лейбніца
- 5149 Лейбніц — астероїд
- Лейбніц (місячний кратер)
- вулиця Лейбніца у Києві